# Barbara Gladstone
Pour les articles homonymes, voir Gladstone.
Barbara Gladstone, née le 21 mai 1935 à Philadelphie et morte le 16 juin 2024 à Neuilly-sur-Seine,, est une galeriste et marchande d'art américaine spécialisée dans l'art contemporain.

## Biographie
Installée à New York depuis la fin des années 1970, Barbara Gladstone s'oriente tout d'abord vers la promotion de la figuration libre puis vers celle d'artistes développant leur travail sur les nouveaux médias, notamment la vidéo avec la production et la présentation des films de Matthew Barney, comme le cycle Cremaster et Drawing Restraint 9 ou des vidéos de Shirin Neshat.
Barbara Gladstone travaille avec deux galeries à New York sur la 21e rue et 24e rue dans le quartier de Chelsea. Parmi les artistes principaux qu'elle représente se trouvent Shirin Neshat, Sarah Lucas, Anish Kapoor, Mario Merz, Damián Ortega, Matthew Barney.